# Waffya Djabour
Waffya Djabour, née le 29 mars 1998 à Clermont-Ferrand, est une joueuse  internationale algérienne de handball, évoluant au poste de pivot,,.

## Biographie
à l’âge de 15 ans, en 2013, à Clermont Co, après avoir commencé à Cournon à 10 ans et poursuivi à Pérignat. L’équipe était en N3. J’ai eu la chance que Damien Chastel, l’entraîneur, me fasse jouer quelques matchs dont celui de la montée en N2 il y a neuf ans. Cela fait du chemin parcouru. Le club a tellement évolué depuis ses débuts. On est ensuite monté de N2 en N1, puis en D2 dès la saison suivante en 2018-2019.
En 2022, elle est convoquée en équipe d'Algérie, avec laquelle elle participe aux Jeux méditerranéens de 2022 puis au Championnat d'Afrique des nations 2022, terminé à la 10e place.

## Palmarès
- 10e place au Championnat d'Afrique 2022

- 8e place au Championnat d'Afrique 2024